# قلعه‌تل
قلعه‌تُل از شهرهای جنوب غربی ایران در استان خوزستان است. این شهر در بخش قلعه تل قرار گرفته است و از توابع باغملک می‌باشد.قلعه تل در زمان محمد تقی خان بختیاری مرکز سرزمین بختیاری بود.

## مردم
مردم قلعه تل از ایل بختیاری بوده و به زبان لری بختیاری سخن می‌گویند.

### جمعیت
بر پایه سرشماری عمومی نفوس و مسکن در سال ۱۳۹۵ جمعیت این شهر ۷٬۵۸۲ نفر (۱٬۹۲۶ خانوار) بوده است.